# Kościół Trójcy Przenajświętszej w Jarosławiu

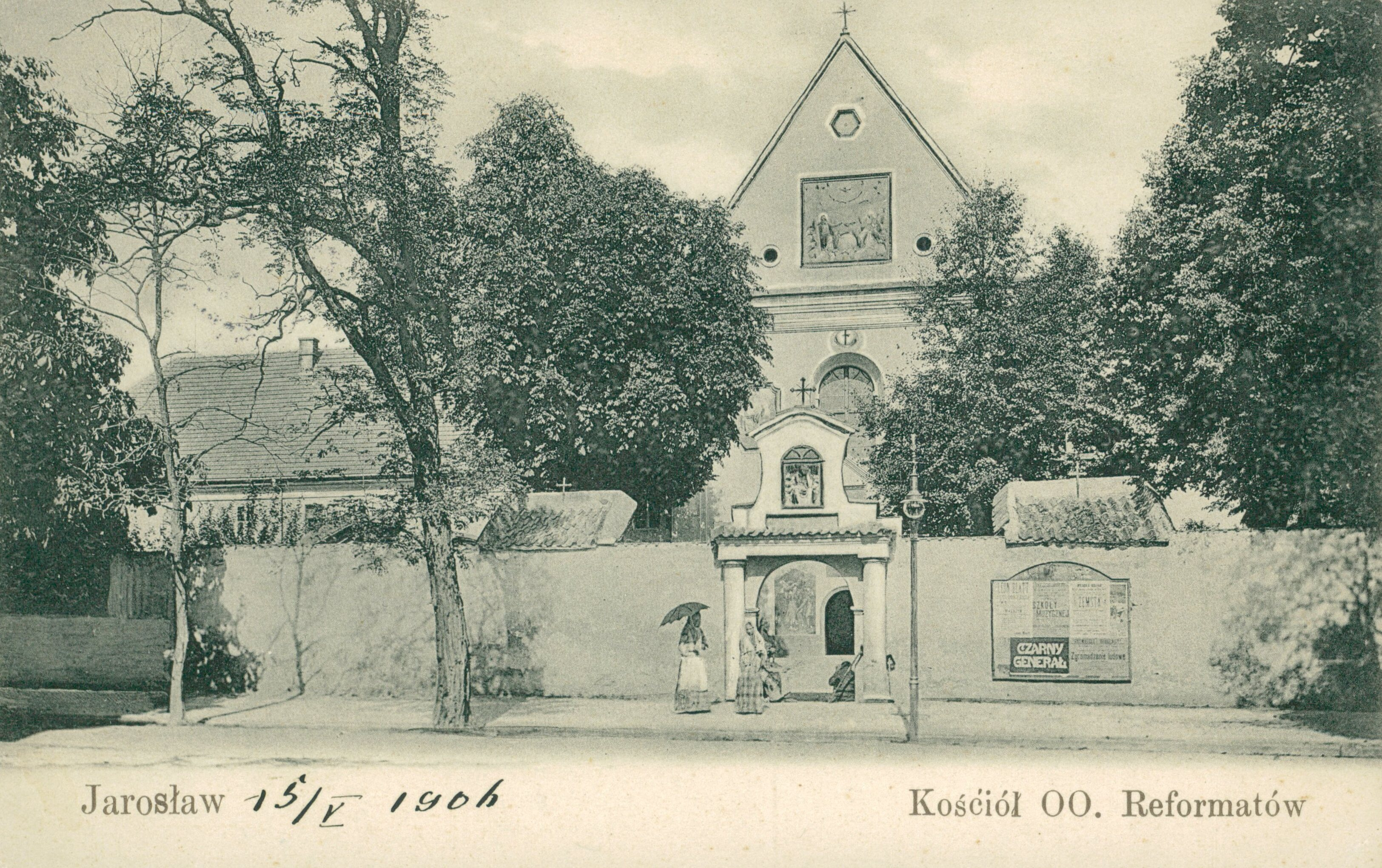
Widok kościoła około 1906

Kościół Trójcy Przenajświętszej i klasztor OO. Franciszkanów – świątynia rzymskokatolicka w Jarosławiu. W kościele służą ojcowie franciszkanie.
W 1699 roku mieszczanin i radny Antoni Kwolek wystąpił z propozycją sprowadzenia reformatów do Jarosławia. 25 kwietnia 1700 roku Antoni Kwolek dokonał zapisu gruntów z budynkiem po dawnej karczmie, a w następnym miesiącu Józef Karol Lubomirski i Jan z Sobieszyna Sobieski ofiarowali dla klasztoru grunta przyległe. Następnie przybyło czterech zakonników, a pierwszym przełożonym nowej wspólnoty zakonnej został o. Franciszek Jaroszkowski. W 1705 roku zmarli o. Cyprian Kierkowowicz i o. Atanazy Sotkowski, którzy ofiarnie posługiwali chorym w czasie epidemii Dżumy. W latach 1710–1716 zbudowano murowany kościół i klasztor, z fundacji Franciszka Zawadzkiego łowczego kijowskiego i Eufrozyny Zawadzkiej.
Klasztor zbudowany przez Martyna z Kęt, według projektu Tomasza Belottiego. Układ typowy dla budownictwa klasztornego reformatów, na rzucie czworoboku z wirydarzem pośrodku i placem przykościelnym obwiedzionym murem ze stacjami Męki Pańskiej. We wnętrzu świątyni znajduje się 7 ołtarzy (6 bocznych, przy których oddaje się cześć Trójcy Przenajświętszej, Matce Bożej, św. Józefowi, św. Franciszkowi z Asyżu, św. Antoniemu Padewskiemu, św. Piotrowi z Alkantary; na ołtarzu głównym znajduje się słynący łaskami krucyfiks Chrystusa Ukrzyżowanego).
Na placu przyklasztornym znajduje się grota z wizerunkiem Matki Bożej z Lourdes wybudowana w 1974 r. Obok niej znajdują się pomniki św. Ojca Pio, Sługi Bożego brata Alojzego Kosiby oraz św. Faustyny Kowalskiej.

## Grupy działające przy parafii
- Franciszkański Zakon Świeckich
- Odnowa w Duchu Świętym
- ministranci
- Żywy Różaniec
- grupa teatralna

## Gwardiani klasztoru
- o. Franciszek Jaroszkowski (1699–1701)
- o. Eustachy Czerski (1702–1703)
- o. Krzysztof Klimecki (1704)
- o. Florentyn Barański (1705b–1706)
- o. Innocenty Klimecki (1707)
- o. Władysław Sobierayski (1707–1709)
- o. Hilary Barcikowski (1710)
- o. Władysław Sobierayski (1711–1713)
- o. Barnaba Kozikowski (1714)
- o. Władysław Sobierayski (1715–1716)
- o. Celestyn Chodorowski (1717)
- o. Kazimierz Michowski (1718)
- o. Stefan Jaroszewicz (1719)
- o. Jacek Stykadzki (1720)
- o. Aleksander Słupecki (1721)
- o. Teofil Widawski (1722)
- o. Jan Zacherla (1723)
- o. Celestyn Chodorowski (1724)
- o. Elekt Owaniszewicz (1725)
- o. Teofil Widawski (1726–1727)
- o. Paweł Misiaczkiewicz (1728–1729)
- o. Augustyn Markiewicz (1730)
- o. Rupert Uchacz (1731)
- o. Rafał Wodziankiewicz (1732)
- o. Franciszek Kozłowski (1733)
- o. Paweł Skurski (1734–1735)
- o. Teodor Tyszczan (1736)
- o. Gabriel Jodłowski (1737)
- o. Metody Jodowski (1738)
- o. Gabriel Jodłowski (1739–1740)
- o. Teodor Tyszczan (1741)
- o. Ambroży Szulc (1742)
- o. Edward Raciborski (1743)
- o. Innocenty Koprowski (1744)
- o. Franciszek Grochowski (1745)
- o. Benedykt Kamiński (1746)
- o. Konstanty Rotowski (1747–1748)
- o. Serafin Różycki (1749)
- o. Gracjan Frankiewicz (1750)
- o. Maran Wierzbicki (1751)
- o. Florian Majewski (1752)
- o. Edward Raciborski (1753)
- o. Rajmund Bogucki (1754)
- o. Witalis Krzyszkowski (1755)
- o. Piotr Sulikowski (1756)
- o. Teodor Tyszczan (1757)
- o. Witalis Krzyszkowski (1758)
- o. Florian Majewski (1759)
- o. Bogusław Dłuski (1760)
- o. Cyprian Bialaszewicl (1761)
- o. Michał Rosnowski (1762)
- o. Józef Bal (1763–1765)
- o. Deodat Rola (1766)
- o. Szymon Polikowski (1767)
- o. Jerzy Oraczewski (1768)
- o. Dionizy Baczyński (1769)
- o. Szymon Gorczycki (1770)
- o. Florian Majewski (1771)
- o. Stefan Gidlewski (1772–1773)
- o. Kalikst Ryszkowski (1774)
- o. Aleksander Tuszyński (1775)
- o. Jan Nepomucen Wielowieyski (1776)
- o. Zygmunt Gołuchowski (1777)
- o. Juniper Kurzyński (1778)
- o. Dominik Kwolek (1779)
- o. Łukasz Stachyrski (1780)
- o. Emeryk Woytowicz (1781–1782)
- o. Kandyd Trzebiński (1783–1785)
- o. Edward Terner (1786–1787)
- o. Juniper Kurzyński (1788–1797) (1806?)
- o. Władysław Dzierżanowski (1806–1808)
- o. Franciszek Gumuliński (1809)
- o. Justyn Michocki (1810–1811)
- o. Arnulf Graczyński (1812–1814)
- o. Fruktuozus Bochenkiewicz (1815–1817)
- o. Mikołaj Zajezierski (1818–1819)
- o. Szymon Maciejowski (1819–1822)
- o. Cyprian Scheweczek (1823–1829)
- o. Michał Pawłowski (1830–1846)
- o. Dominik Michna (1847–1853)
- o. Michał Pawłowski (1854–1858)
- o. Wawrzyniec Ciepliński (1859–1862)
- o. Maran Sobolewski (1863–1865(?)–1867)
- o. Michał Pawłowski (1868)
- o. Bernard Brauwer (1869)
- o. Michał Pawłowski (1870–1873)
- o. Joachim Maciejczyk (1874–1877)
- o. Franciszek Zajączek (1878–1887)
- o. Piotr Dudziak (1888–1889)
- o. Eustachy Werner (1890–1896)
- o. Stanisław Binek (1897–1900)
- o. Eustachy Werner (1901–1910)
- o. Eugeniusz Maj (1911–1916)
- o. Cyprian Firszt (1917–1923)
- o. Eugeniusz Maj (1924–1929)
- o. Gabriel Bobrowski (1933 – ?)
- o. Józef Kluz (1939–1970)
- o. Jan Ruy (1974–1985)
- o. Krystyn Kusy (1985–2000)
- o. Józef Witko (2000–2002)
- o. Lucjan Janas (2002–2004)
- o. Pacyfik Iwaszko (2004–2005)
- o. Józef Kiełbasa (2005–2014)
- o. Damian Bieńkowski (2014–2017)
- o. Florencjusz Szewc (2017–2023)
- o. Bartosz Prusiewicz (od 2023)